# آخرین روزهای دیسکو
آخرین روزهای دیسکو (به انگلیسی: The Last Days of Disco) فیلمی محصول سال ۱۹۹۸ و به کارگردانی ویت استیلمن است. در این فیلم بازیگرانی همچون کلویی سونی، کیت بکینسیل، کریس ایگمن، مت کیزلار، مکنزی آستین، مت راس، تارا سابکوف، بار استیرز، دیوید تورنتون، رابرت شان لئونارد، جنیفر بیلز، مارک مک‌کینی، جرج پلیمپتن و تیلور نیکولز ایفای نقش کرده‌اند.